# Witton Castle
Witton Castle är ett slott i Storbritannien.   Det ligger i kommunen Durham i riksdelen England, i den centrala delen av landet, 400 km norr om huvudstaden London. Witton Castle ligger 114 meter över havet.
Terrängen runt Witton Castle är platt åt sydost, men åt nordväst är den kuperad. Witton Castle ligger nere i en dal. Runt Witton Castle är det ganska tätbefolkat, med 80 invånare per kvadratkilometer. Närmaste större samhälle är Durham, 17,0 km nordost om Witton Castle. Trakten runt Witton Castle består i huvudsak av gräsmarker.